# Chalair
Chalair är ett franskt flygbolag som kör såväl inrikes- som utrikestrafik.

## Nationella destinationer
- Mulhouse - Rennes

## Internationella destinationer
- Le Havre - Amsterdam
- Toulouse - Amsterdam

## Flotta
- Fyra Beechcraft 1900C (med plats för 19 passagerare)
- Fyra Beechcraft 200 (med plats för 8-11 passagerare)